# Accelerated Mobile Pages
Accelerated Mobile Pages (AMP, wörtlich übersetzt beschleunigte Mobilseiten) ist ein speziell für die Erstellung von Websites für mobile Endgeräte (v. a. Smartphones) entwickeltes Derivat von HTML. AMP wurde im Herbst 2015 vom AMP Project unter Federführung Googles herausgebracht. Viele HTML-Elemente dürfen in AMP-Dokumenten nicht eingesetzt werden. Da AMP aber mehrere eigene Elementtypen unterstützt, stellt es keine Teilmenge von HTML dar. Der MIME-Typ ist wie bei anderen HTML-Dokumenten auch text/html und .html die Dateiendung. Das eröffnende html-Element ist zusätzlich mit dem Blitz-Symbol ⚡ (Unicode: 0x26A1) ausgezeichnet, also: <html ⚡>

## Sinn und Zweck
Gegenüber mobiloptimierten oder mittels Responsive Design entwickelten Webseiten sollen AMP-Dokumente selbst über Anbindungen mit geringer Bandbreite deutlich schneller geladen und in gängigen Web-Browsern für Mobilgeräte in kürzerer Zeit durch HTML-Rendering dargestellt werden.
Der Verschlankung des Codes der Seiten dienen die technischen Standards „AMP HTML“, „AMP JS“ und „Google AMP Cache“.
Bei AMP HTML handelt es sich um ein HTML, das um spezielle AMP-Tags erweitert wurde (Übersicht siehe: ). AMP-JS ist ein JavaScript-Framework, welches bewirkt, dass alle Ressourcen asynchron geladen werden. Dabei werden zuerst sichtbare Elemente einer Seite geladen und danach „unsichtbare“ Elemente. Zudem bietet Google das Proxy-basierte Content Delivery Network „AMP Cache“ an. AMP-Seiten werden optional in den Zwischenspeicher geschrieben, und ihre Leistung wird optimiert, um sie schneller auszuliefern. Dies ermöglicht auch die Darstellung einer Kurzfassung (Snippet) der AMP-Seite auf Ergebnisseiten der Google-Suche. Bilder werden bereits serverseitig auf die erforderliche Größe skaliert. Nicht sofort sichtbare Inhalte werden angefordert, wenn man zu scrollen anfängt.
AMP verfolgt ähnliche Ziele wie Facebook Instant Articles und kann als Googles Antwort darauf verstanden werden.
Der Anspruch, lediglich Seitenabrufe zu beschleunigen, ist jedoch umstritten.
Eine Kartellrechtsklage von zehn US-Bundesstaaten offenbarte auf Seite 80 in Absatz 212, dass Nicht-AMP-Anzeigen im Vergleich zu AMP-Anzeigen künstlich um eine Sekunde verzögert wurden.

## Einschränkungen
Gegenüber klassischem HTML muss der Entwickler verschiedene Einschränkungen hinnehmen:
- Zahlreiche gängige HTML-Elemente sind nicht zugelassen oder müssen durch Entsprechungen aus dem AMP-Fundus ersetzt werden.
- Selbst entwickeltes JavaScript ist nicht erlaubt. Lediglich aus einem Fundus von Skripten aus der Feder des AMP-Projekts darf ausgewählt werden. Zusätzlich sind die Zählskripte einiger Web-Tracking-Systeme zugelassen.
- Nur eine einzige zentrale CSS-Formatvorlage ist erlaubt, die im HEAD-Element des HTML-Dokuments eingebettet sein muss. Inline-CSS, also das Verwenden des Style-Attributs von HTML-Elementen, ist ebenfalls erlaubt. Externe CSS-Formatvorlagen sind mit Ausnahme von benutzerdefinierten Schriftarten nicht erlaubt.
- Werbebanner dürfen nur von Vermarktern eingebunden werden, die für AMP ausdrücklich freigegeben sind. Auch die Bannerformate sind fest vorgegeben.
- Die Websites werden auf Googles Servern in einem Cache zwischengespeichert und von dort an die Nutzer gesendet.

## Suchmaschinenoptimierung
Sucht man mit Mobilgeräten Nachrichtenthemen, zeigt Google prominent platziert Nachrichten-Kurzfassungen in einem Nachrichten-Karussell an.
Bei entsprechendem Aufruf erhält man nur Nachrichten von AMP-Seiten. Bei der herkömmlichen Suchergebnis-Anzeige ist die bloße AMP-Verwendung kein Kriterium der Treffer-Reihenfolge. Für Mobilgeräte wird das Ranking dagegen verbessert, da AMP-Seiten schnell geladen werden.
AMP-Artikel erkennt man an einem ⚡. Google überwacht die Einhaltung der AMP-Vorgaben und nimmt Seiten gegebenenfalls von der Indexierung aus oder deindexiert sie nachträglich. In der Google Search Console wird unter Darstellung in der Suche → Accelerated Mobile Pages über den Indexierungsstatus und Fehler von AMP-Seiten informiert.

## Verwendung
AMP wird von mehreren Unternehmen bzw. Organisationen verwendet.
Dazu gehören neben Google auch die Suchmaschinenbetreiber Bing und Baidu, soziale Medien wie z. B. Twitter und Pinterest sowie Online-Handelsplattformen wie eBay und AliExpress.
Verschiedene Hersteller von Content-Management-Systemen (CMS) wie WordPress, Joomla und Drupal unterstützen AMP.
Mehrere Nachrichten-Websites wie Spiegel Online und Washington Post bieten Inhalte an, die in AMP aufbereitet sind.
AMP-Inhalte, die über Googles AMP-Cache ausgeliefert werden, enthalten eine Kennzeichnung, von welchem Anbieter sie stammen. Unterhalb der Adressleiste des Web-Browsers, in der Googles Web-Adresse enthalten ist, kann der Nutzer so den Website-Namen des Anbieters identifizieren.

## Geschichte

### Ankündigung und Launching
Google kündigte das AMP-Projekt am 7. Oktober 2015 an. Im Vorfeld fanden Gespräche mit Partnern der von Google gegründeten European Digital News Initiative und mit anderen Nachrichtenverlegern und Technologieunternehmen statt. Zunächst wurden mehr als 30 Nachrichtenverlage und mehrere Technologieunternehmen (einschließlich Twitter, Pinterest, LinkedIn und WordPress) als Beteiligte des AMP-Projekts vorgestellt.
Laut einem der Mitbegründer des AMP-Projekts, Malte Ubl, hieß AMP ursprünglich PCU und stand für Portable Content Unit.
Google begann erstmals im Februar 2016, AMP-Versionen von Webseiten in mobilen Suchergebnissen anzuzeigen. Die AMP-Links in der Google-Suche wurden mit einem Symbol gekennzeichnet.

### Wachstum und Expansion
Im September 2016 kündigte Microsoft die Unterstützung von AMP in seinen Bing Apps für iOS und Android an.
Im Februar 2017, ein Jahr nach der Veröffentlichung von AMP, meldete Adobe, dass AMP-Seiten 7 % des gesamten Web-Traffics für Top-Publisher in den USA ausmachen.
Im Juni 2017 begann Twitter, über seine iOS- und Android-Apps auf AMP-Seiten zu verlinken.
Im September 2018 begann Microsoft mit der Einführung eines eigenen Bing AMP-Viewers und AMP-Caches.
Wie von AMPs technischem Leiter Malte Ubl auf der AMP Conf '19 angekündigt, steht AMP jetzt nicht mehr für Accelerated Mobile Pages und ist jetzt nur noch AMP.

## Kritik
Es hat vielfache Kritik an AMP gegeben.
Die britische IT-Nachrichten-Website The Register kritisierte, AMP schade Informationsanbietern wie Nutzern und nutze nur Google.
Mit AMP verbreitete Falschmeldungen wirkten durch Verteilung über Googles Server seriöser.
Chris Coyier, ein Gründer von CodePen kritisiert, dass man nicht eine Website besucht, sondern ihre Kopie in Googles Cache. Er fordert, die AMP-Nutzung dürfe das Suchmaschinen-Ranking nicht verbessern. Auch sollte das W3C AMP als Web-Standard herstellerunabhängig verwalten.
John Gruber, Entwickler der Markdown-Auszeichnungssprache, betont, der AMP-Standard nehme Website-Anbietern die Unabhängigkeit.
AMP-Seiten laden tatsächlich schnell, doch sei das auch durch gut eingesetztes HTML und CSS möglich. Er sieht AMP als Teil der Pläne Googles, das offene Web zu zerstören.
Auf Heise online betont Herbert Braun, die zunehmende Komplexität vieler Websites mit vielen Skript-Programmen erhöhe die Ladezeiten. Googles Ansatz, Seiten mit AMP schneller zu laden, schaffe Datenschutzprobleme, da Webseiten nicht mehr von dezentralen Servern abgerufen werden, sondern von Googles Servern. Google erhält damit Verbindungsdaten der Nutzer. Außer Nutzerdaten werden auch Inhalte bei Google gespeichert. Dies bindet Publisher und Nutzer enger an das Google-Universum.
Google kann für AMP jederzeit Richtlinien ändern – ohne Vorlaufzeit. So erhöhte Google für Titelbilder der AMP-Artikel die Mindestbreite von 696 auf 1200 Pixel. Nicht aktualisierte AMP-Seiten sieht man noch über die Websuche, nicht aber im News-Karussell.
Das AMP-Format ist Open Source, nicht aber der AMP-Validator, der die Umsetzung bestimmt. Der Web Cache ist als die Geschwindigkeit bestimmendes Element nur auf Google-Servern vorgesehen.
In einer Kartellklage wird gegen Google der Vorwurf erhoben, der Suchmaschinenanbieter soll AMP für eigene Wettbewerbsvorteile eingeführt haben. Man bezieht sich in der Klage auf interne Unterlagen von Google, die diesen Verdacht nahelegen.